# Trouville, Seine-Maritime
Xem thêm Trouville-sur-Mer (Calvados) và Trouville-la-Haule (Eure)
Trouville (Trouville-Alliquerville) là một xã thuộc tỉnh Seine-Maritime trong vùng Normandie miền bắc nước Pháp.

### Huy hiệu
| Arms of Trouville | The arms of the commune of Trouville are blazoned: Gules, a fan of 5 stalks of wheat Or, on a chief azure 3 mullets [of 5] Or. |

## Dân số
| Năm | 1962 | 1968 | 1975 | 1982 | 1990 | 1999 | 2006 |
| --- | ---- | ---- | ---- | ---- | ---- | ---- | ---- |
| Dân số | 374  | 404  | 415  | 501  | 537  | 563  | 606  |
| From the year 1962 on: No double counting—residents of multiple communes (e.g. students and military personnel) are counted only once. |      |      |      |      |      |      |      |